# 冷泉派
冷泉派（れいぜいは）は、鎌倉時代中期から現代にいたるまでの和歌の流派の一つ。二条派の分派。

## 略歴
藤原定家の孫藤原為相に始まる。鎌倉時代は鎌倉で、室町時代および戦国時代は駿府で、江戸時代は江戸でと、各時代を通して、二条派の勢力の及ばない関東地方でのみ勢力を伸ばす（駿府は、室町幕府の副将軍家だったこともある今川氏の居館があった）。
室町時代の代表歌人は今川貞世、冷泉為尹、正徹、正広。安土桃山時代には当主の冷泉為満が勅勘をこうむり没落するも、今川貞世の遠い親戚である築山殿を正室として迎えていた徳川家康の尽力により再興される。ちなみに、家康自身は飛鳥井派門弟である。江戸時代の一時期、徳川吉宗の治世時に限っては栄えた。二条派の繁栄には及ぶべくもないが、京極派と対照的に長くは続いた。京極派に比べ歌風としては特筆すべきものはないが、宗匠家の血統のみは主流派の二条派からも尊ばれた。

## 冷泉派に属する歌の家
- 上冷泉家
- 下冷泉家
- 藤谷家
- 入江家
- 竹内家